# Assyrisk-syrianska namnkonflikten

Assyriska flaggan (sedan 1968)

Syrianska flaggan (Sedan 1980)

Assyrisk-syrianska namnkonflikten är en dispyt bland de olika anhängarna av syrisk kristendom och talare av det syriska språket, som historiskt är en och samma etniska folkgrupp, men idag, på grund av geopolitiska och religiösa skäl, förespråkar olika termer för etnisk självidentifikation:
- "Assyrier", efter det forntida assyriska riket, förespråkas av medlemmar i österns assyriska kyrka och kaldeisk-katolska kyrkan ("östassyrier"),[1] syrisk-ortodoxa kyrkan och syrisk-katolska kyrkan ("västassyrier")
- "Syrianer", större religiös betoning, identifierar sig oftast med de forntida araméerna, varför benämningen "araméer" också förekommer, förespråkas av medlemmar i syrisk-ortodoxa kyrkan och syrisk-katolska kyrkan[1].
- "Kaldéer" som är en religiös benämning (etnoreligiös) och syftar på  Abrahams ursprung i Ur i Kaldéen enligt Första Mosebok, ("kaldeiska kristna"), förespråkas av medlemmar i kaldeisk-katolska kyrkan.
- "Fenicier", efter forntida Fenicien, förespråkas av många maroniter, och en del andra syriska kristna fraktioner i Libanon.

Det terminologiska problemet sträcker sig tillbaka till koloniseringen av Mellanöstern. Den blev dock mer framträdande år 1946 i och med att Syrien blev självständigt, då adjektivet syrier, som historiskt beskrivit folkgruppen assyrier/syrianer, också började referera till denna självständiga arabiska stat. Kontroversen är inte begränsad till exonymer såsom engelskans "Assyrian" vs. "Aramaean", utan gäller även självidentifikationen på nyarameiska. Termen Sūryāyē ܣܘܪܝܝܐ, eller Sūrāyē ܣܘܪܝܐ (ibland med ett initialt a), ses som neutral och accepteras av båda fraktionerna. Parallellt med denna använder den "assyriska" fraktionen Āṯūrāyē ܐܬܘܪܝܐ medan den "arameiska" fraktionen använder Ārāmayē ܐܪܡܝܐ. 
Syriska kristna från Mellanöstern bör inte förväxlas med syriska kristna dravider från Indien, som är en annan etnisk folkgrupp men följer samma version av kristendom som spreds av syriska kristna från Mellanöstern under tidigare århundraden.

## Ställningstaganden
Förespråkare av en självidentifiering som kaldéer tillhör en undergrupp av syrisk kristendom, kaldeiska kristna, vilka är medlemmar av kaldeisk-katolska kyrkan (som bröt sig ur Österns assyriska kyrka och anslöt sig till katolska kyrkan mellan åren 1551-1553, men som effektivast först år 1830), medan dispyten gällande självidentifikationerna "assyrier" vs. "araméer" angår hela etniciteten.
Mar Raphael I Bedawid(en), patriark 1989–2003 av kaldeisk-katolska kyrkan, skapade en del kontroverser när han uttalade sig om namnkonflikten, och bland annat sade att "kaldeisk" var en religiös beteckning, och inte en etnisk, och vidare menade han att han etniskt sett såg sig som assyrier.
Emmanuel III Delly, patriark 2003–2012 av kaldeisk-katolska kyrkan, har begärt att kaldéerna ska ses som en egen nation. Han har dock tidigare även sagt att kaldéer och assyrier är ett folk med gemensamt arv som omfattar språk, religion och etnicitet och härstammar från Mesopotamien.
Zakka I Iwas, patriark 1980–2014 för den syrisk-ortodoxa kyrkan, menade att folkgruppen har ett arameiskt ursprung, och upprörde därigenom en del på den assyriska sidan. Han har dock tidigare även fördömt och tagit avstånd från både den assyriska och arameiska benämningen på syrisk-ortodoxa kyrkan och dess anhängare och menat att dessa nya benämningar är en fara för kyrkan och folkets uråldriga historia och identitet och menat att både kyrkan och folket historiskt sett har hetat suryoyo.
Assyriologen Simo Parpola argumenterar för den gemensamma etniska identifikationen Assyrier, baserat på hans egen forskning som visar att de arameisktalande folken i Mellanöstern har identifierat sig själva som assyrier från forntiden fram till idag, samt att syrianernas och assyriernas egna beteckningar, Sūryōyō och Sūrāyā, härstammar båda från det forntida assyriska ordet för “assyrier”, Aššūrāyu.
Syrologen Sebastian Brock hävdar istället att dagens syriska kristna inte har något med de forntida assyrierna att göra, utan att denna benämning uppstått de senaste 150 åren. Han hävdar också att folkgruppen har en arameisk identitet, och att benämningen assyrier "ignorerar det rika och varierade uråldriga arameiska arvet som alla syriska kyrkor har legitim rätt till".
År 1976 bytte österns kyrka namn till österns assyriska kyrka, varefter kyrkans medlemmar antog den nya assyriska namnbeteckningen. 
Under folkräkningen år 2000 i USA utsände de syrisk-ortodoxa ärkebiskoperna Cyril Aprim Karim och Clemis Eugene Kaplan en deklaration att de föredrar benämningen "Syriacs". Den officiella folkräkningen undviker frågan genom att lista folkgruppen som "Assyrian/Chaldean/Syriac".

## Bakgrund
Syrisk-ortodox kristna från mellanöstern bildade kyrkor i bland annat USA, och nationalister såsom Naum Faiq och Ashur Yousif, bland jakobiterna var tillsammans med andra nationalister från andra syriska kyrkor, ledande inom strävan efter ett eget land. Freydun Atturaya som var nestorian (öst-syriska kristna) och Agha Petros som var kaldé (kaldeiska kristna) hade alla siktet inställt på Assyrienfrågan som hade tagits upp hos Nationernas förbund och av britterna utlovats som en gentjänst för assyriska krigstruppernas lojala stöd till de allierade under första och andra världskriget. Detta löfte hölls dock inte av olika realpolitiska skäl och norra Mesopotamien, som var tänkt att bli ett nytt assyriskt/syrianskt rike blev istället en del av de nya staterna Irak, Syrien, Turkiet och hamnade i arabernas och turkarnas händer istället för i assyrier/syrianernas.

### Akademiska kontroverser
År 1961 publicerade John Joseph sin bok the Nestorians and Their Muslim Neighbors. I denna bok hävdade han att termen assyrier hade av olika politiska skäl introducerats hos syriska kristna av västerländska missionärer på 1800-talet, och förstärkts av arkeologiska fynd i och med återupptäckten av Nineve och andra bortglömda assyriska städer. 30 år senare, i artikeln Assyria and Syria: Synonyms, menade Richard Frye att detta inte stämde och att termen "assyrier" hade existerat bland jakobiterna och nestorianerna redan på 1600-talet, samt att båda termerna (assyrier och syrier) i själva verket är synonymer. Joseph kontrade med att betona att den grekiska historikern, Poseidonios, hade vid ett tillfälle hävdat att det folket som vi greker kallar syrier, blev kallade av syrierna själva för araméer. Joseph tolkade detta som att det måste ha funnits en arameisk identitet bland syrierna. Frye avslutade med att undra varför Joseph ignorerar armeniska och persiska källor där assyrier har använts som benämning av och om folkgruppen.

### Etymologi
På det arameiska språket bottnar dispyten i om huruvida Sūryāyē och Āṯūrāyē är synonymer. Enligt flera forskare och historiker är termerna Suraye/Suryoye och syrier etymologiskt härledda från termerna Assuraye och assyrier. Professor Rollinger analyserade ett tvåspråkigt monument från 700-talet f. kr., där ordet syrier på luviska motsvarades av ordet assyrier på feniciska, vilket enligt honom slutligen bevisar att termen syrier är härlett från termen assyrier. De som förespråkar en arameisk identitet menar att oavsett om termen Sūryāyē vore härlett Aššūrāyu så ändrar det inte folkets etnicitet.

### Sverige
I Sverige har denna namnkonflikt sin början då medlemmar tillhörande den Syrisk-ortodoxa kyrkan invandrade till Sverige på 1960-talet och där assyrier användes av gruppen och svenska myndigheter. Detta fick de som istället föredrog en religiös identitet att protestera och använda den inhemska benämningen suryoyo även på svenska. Denna grupp kom senare att kallas syrianer, vilket ledde till att de svenska myndigheterna övergick till dubbelbeteckningen assyrier/syrianer.

### Fotnoter
1. 1 2  "Eastern Churches", Catholic Encyclopedia (1909), se Eastern och Western Syrians.
2. ↑  Parpola: “the Chaldean Catholic Church (established in 1553 but effectively only in 1830)”
3. ↑  Mar Raphael I Bedawid, Assyrian Star 55/3 (Fall 2003), 20.
4. ↑  Simo Parpola (2004). ”National and Ethnic Identity in the Neo-Assyrian Empire and Assyrian Identity in Post-Empire Times”. Journal of Assyrian Academic Studies 18 (2):  sid. 22.
5. ↑  ”الكاردينال مار عمانوئيل الثالث دلي يطالب البارزاني: بأدراج التسمية الكلدانية قائمة”. Arkiverad från originalet den 13 april 2014. https://web.archive.org/web/20140413155953/http://www.ankawa.com/forum/index.php/topic,314679.0.html. Läst 16 april 2010.
6. ↑  Den syriska kyrkan av Antiokia genom tiderna, Sid 10
7. ↑  ”Arkiverade kopian”. Arkiverad från originalet den 21 juli 2015. https://web.archive.org/web/20150721135207/http://sor.cua.edu/Personage/PZakka1/19811129Name.html. Läst 31 december 2012.
8. ↑  Parpola, pp. 16
9. ↑  Den dolda pärlan (The Hidden Pearl). Den syrisk-ortodoxa kyrkan och dess forntida arameiska kulturarv, Vol III s. 123, S. Brock,  D.K.G. Taylor, E. Balicka-Witakowsik, W. Witakowski (Trans World Film), Rom 2001 ISBN 1931956995
10. ↑  Wilhelm Baum; Dietmar W. Winkler (2003) (på engelska). The Church of the East: A Concise History. Routledge. sid. pp. 4. ISBN 0415297702. OCLC 50802547. http://books.google.com/books?id=yt0X840SjpEC&printsec=frontcover#PPA4,M1. Läst 22 januari 2008
11. ↑  Assyrian Heritage of the Syrian Orthodox Church Arkiverad 26 november 2011 hämtat från the Wayback Machine.
12. ↑  ”Syriac Orthodox Church Census 2000 Explanation in English”. Arkiverad från originalet den 28 september 2007. https://web.archive.org/web/20070928001051/http://www.bethsuryoyo.com/currentevents/Census/bishopseng.html. Läst 25 januari 2008.
13. ↑  Census 2000
14. ↑  ”Religions - Christian - Middle East Areas Adjacent to the Balkan Peninsula (Also India)” (på engelska). Virginia Tech. Arkiverad från originalet den 6 december 2007. https://web.archive.org/web/20071206222349/http://learning.lib.vt.edu/slav/relig_chr_mideast.html. Läst 21 januari 2008.  ”Assyrian Orthodox Church (Oriental Orthodox)], The Assyrian Orthodox Church of the Virgin Mary, Paramus, New Jersey Home Page [the first Syrian Orthodox Church established in the United States by immigrants who came from Diyarbakir, Turkey in late 1890's”
15. ↑  Khaldun S. Husry (19 mars 1974). ”The Assyrian Affair of 1933 (I)” (på engelska). International Journal of Middle East Studies "Vol. 5, No. 2":  ss. pp. 161-176. http://links.jstor.org/sici?sici=0020-7438%28197404%295%3A2%3C161%3ATAAO1%28%3E2.0.CO%3B2-V&size=LARGE&origin=JSTOR-enlargePage.
16. ↑  Liora Lukitz (1995) (på engelska). Iraq: The Search for National Identity. Routledge. sid. pp. 163. ISBN 0714645508. http://books.google.com/books?id=kFYtslAtnxIC&pg=PA163&dq=Assyrian+question&sig=4OuFXsgZPmn_Fdt_E_HsHhQorWs
17. ↑  Ronald Sempill Stafford (2006) (på engelska). The Tragedy of the Assyrians. Gorgias Press LLC. sid. pp. 142. ISBN 1593334133. http://books.google.com/books?id=LSzuzsRh37gC&pg=PA142&dq=Assyrian+question&sig=8zcOLKfBe5spjmOdYcUUZehpB4k
18. ↑  Frye, Assyria and Syria: Synonyms, pp. 34, se ref 15
19. ↑  Frye, Assyria and Syria: Synonyms, pp. 34, se ref 14
20. ↑  Joseph, Assyria and Syria: Synonyms?, pp. 38
21. ↑  Frye, Assyria and Syria: Synonyms, pp. 30
22. ↑  Frye, Reply to John Joseph, pp. 70, “I do not understand why Joseph and others ignore the evidence of Armenian and Persian sources in regard to usage with initial a-, including contemporary practice.”
23. ↑  ”Assyria and Syria: Synonyms” (HTML). PhD., Harvard University. First published in Journal of Near Eastern Studies 51 (1992): 281–85. Reprinted together with a “Postscript” in Journal of Assyrian Academic Studies (JAAS) 11/2 (1997): 30–36.. 1992. Arkiverad från originalet den 4 mars 2009. https://web.archive.org/web/20090304000334/http://www.jaas.org/edocs/v11n2/frye.pdf.  ”Herodotus (7.63)…the Greeks called Assyrians by the name “Syrian” without initial a-…In the second century A.D., the satirist Lucian of Samosata…says (par. 1): “I who write (this) am Assyrian.” Later (par.11), he says, “he calls the people of Syria by the term Assyrian,”...Consequently, I cannot see the problems arising from an identification of the two names Syria and Assyria and the only questions remaining are linguistic and dialect, to explain various forms of the same word such as Athur and variants.”
24. ↑  ”The works of Flavius Josephus: the learned and authentic Jewish historian” (HTML). Flavius Josephus, William Whiston, Cincinnati: E. Morgan and Co, p.266. http://books.google.se/books?id=lqc_AAAAYAAJ&pg=PA266&dq=the+Assyrians,+who+were+afterwards+called+Syrians&cd=6#v=onepage&q=assyrians%20where%20called%20syrians&f=false.  ”...the Assyrians were afterward called Syrians.”
25. 1 2  Rollinger, Robert (19 mars 2006). ”The terms "Assyria" and "Syria" again” (PDF). Journal of Near Eastern Studies "65" (4):  ss. 283–287. http://www.aina.org/articles/ttaasa.pdf.
26. ↑  Parpola, National and Ethnic Identity in the Neo-Assyrian Empire and Assyrian Identity in Post-Empire Times, pp. 16
27. ↑   Die Aramästische Forschung Seit TH. Nöldekes Veröffenthlichungen. 1939. sid. 102-104
28. ↑  Berntsson, pp. 51